# Barugo
Barugo is een gemeente in de Filipijnse provincie Leyte op het eiland Leyte. Bij de laatste census in 2007 had de gemeente bijna 28 duizend inwoners.

## Geografie

### Bestuurlijke indeling
Barugo is onderverdeeld in de volgende 37 barangays:
| - Abango - Amahit - Balire - Balud - Bukid - Bulod - Busay - Cabarasan - Cabolo-an - Calingcaguing - Can-isag - Canomantag - Cuta | - Domogdog - Duka - Guindaohan - Hiagsam - Hilaba - Hinugayan - Ibag - Minuhang - Minuswang - Pikas - Pitogo - Poblacion Dist. I | - Poblacion Dist. II - Poblacion Dist. III - Poblacion Dist. IV - Poblacion Dist. V - Poblacion Dist. VI - Pongso - Roosevelt - San Isidro - San Roque - Santa Rosa - Santarin - Tutug-an |

## Demografie
Barugo had bij de census van 2007 een inwoneraantal van 27.569 mensen. Dit zijn 650 mensen (2,4%) meer dan bij de vorige census van 2000. De gemiddelde jaarlijkse groei komt daarmee uit op 0,33%, hetgeen lager is dan het landelijk jaarlijks gemiddelde over deze periode (2,04%). Vergeleken met de census van 1995 is het aantal mensen met 1.398 (5,3%) toegenomen.

De bevolkingsdichtheid van Barugo was ten tijde van de laatste census, met 27.569 inwoners op 84,62 km², 325,8 mensen per km².